# أوريليو دي فيليسي
أوريليو دي فيليسي (بالإيطالية: Aurelio De Felice)‏ هو نحات إيطالي، ولد في 29 أكتوبر 1915 في Torreorsina ‏ في إيطاليا، وتوفي بنفس المكان في 14 يونيو 1996.